# Cupitha purreea
Cupitha purreea là một loài bướm thuộc họ Bướm nhảy.